# Carla Del Ponte

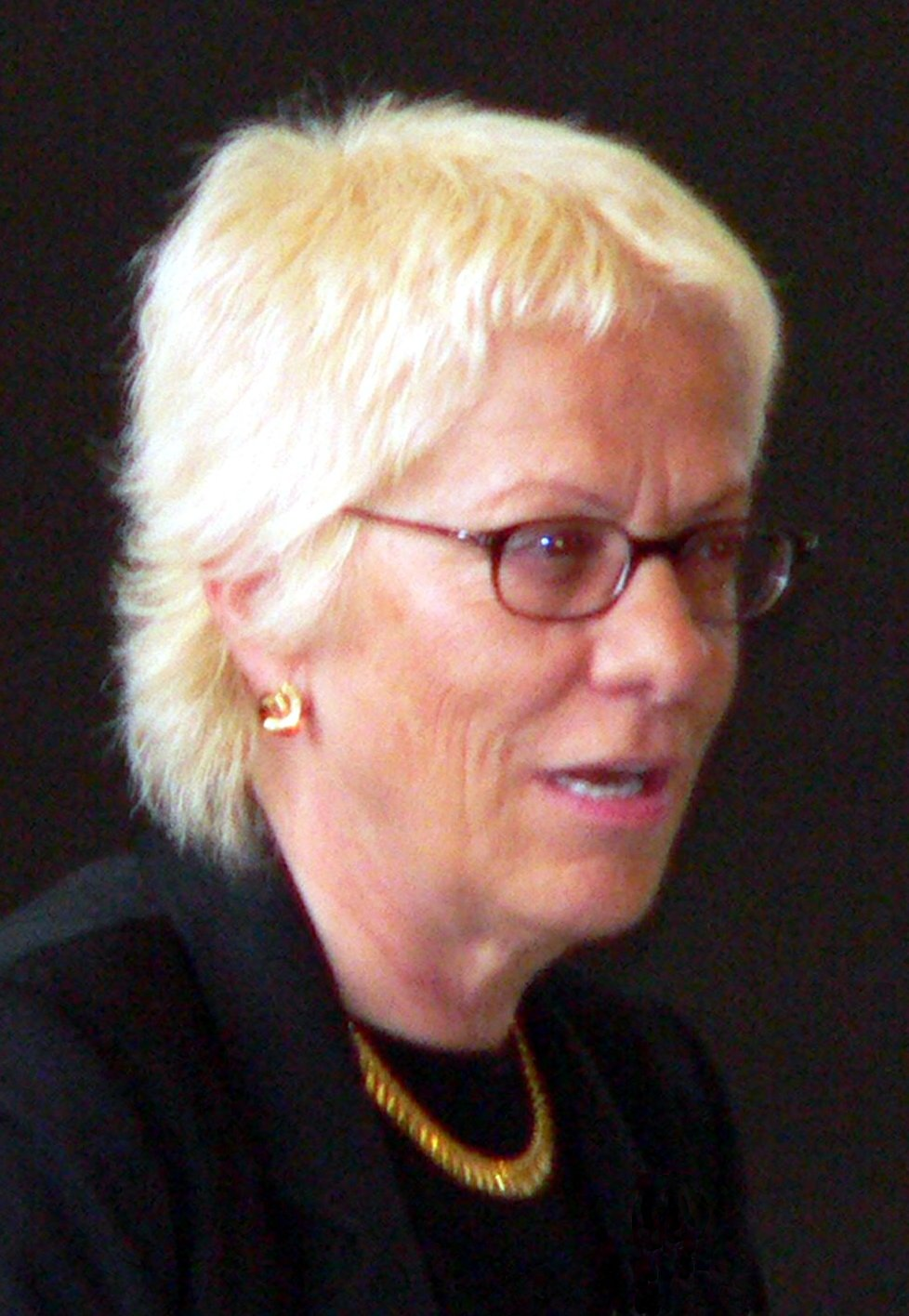
Carla Del Ponte

Carla Del Ponte, född 9 februari 1947 i Lugano i Schweiz, är en schweizisk diplomat och jurist.
Del Ponte var chefsåklagare för två av Förenta nationernas krigsförbrytartribunaler. Som schweizisk överåklagare blev hon utsedd till åklagare för Internationella krigsförbrytartribunalen för det forna Jugoslavien samt Internationella krigsförbrytartribunalen för Rwanda i augusti 1999. År 2003 ersatte FN:s säkerhetsråd henne i Internationella krigsförbrytartribunalen för Rwanda med Hassan Bubacar Jallow. Hon fortsatte som chefsåklagare för Internationella krigsförbrytartribunalen för det forna Jugoslavien till och med 1 januari 1999 varefter hon efterträddes av Serge Brammertz.
Del Ponte var Schweiz ambassadör i Argentina från år 2008 tills hon gick i pension år 2011.